# Jean Carlos López
Jean Carlos López Moscoso (Espaillat, República Dominicana, 9 de noviembre de 1993) es un futbolista profesional dominicano que juega como mediocampista en el Puntarenas FC de la Primera División de Costa Rica Es internacional con la selección de fútbol de la República Dominicana.

## Carrera

### Clubes
López tuvo sus inicios en el club José Horacio Rodríguez, donde se formó como futbolista a partir de los 5 años. Posteriormente, el talentoso volante debutó con el Moca FC en 2010, con el cual se proclamó campeón de la extinta Liga Mayor de Fútbol. El destacado volante permaneció en Moca FC hasta la temporada 2015, cuando inició la Liga Dominicana de Fútbol. 
En 2016, luego de 5 años en el equipo mocano, López pasó a ser parte del Club Atlético Pantoja. Con dicho equipo, el volante dominicano logró ser subcampeón de la LDF 2017. Como resultado, Pantoja clasificó al Campeonato de Clubes del Caribe CFU. En la competición, el joven mediocampista se proclamó campeón del Caribe al derrotar en la tanda de penales al Arnett Gardens en un partido apretado donde no hubo goles. En la tanda, López fue el primero en patear, logrando ejecutar su disparo de forma magistral al tiempo que animaba a sus compañeros a perder la presión. 
Gracias al logro del Campeonato del Caribe, el talentoso volante disputó con su club los octavos de final de la CONCACAF Liga de Campeones contra el New York Red Bulls. Luego de terminar su participación en Concachampions, varios rumores señalaban que López estaba a punto de salir de Pantoja. La información fue confirmada en marzo del 2019, cuando el joven de 25 años firmó contrato con su club actual, Cibao FC. Dentro del acuerdo para su salida del club capitalino, López se comprometió a no disputar ningún encuentro frente a Pantoja.
En 2015, López fue el único jugador del MLS Caribbean Combine 2015 en ser seleccionado para el MLS SuperDraft 2015.

## Selección nacional
Hizo un debut no oficial con la República Dominicana en agosto de 2013 frente a Costa Rica en un amistoso, que no fue reconocido en el calendario de la FIFA. Su primer partido reconocido por la FIFA con República Dominicana llegó al año siguiente, el 30 de agosto de 2014, contra El Salvador.

### Goles internacionales
| N.º | Fecha                   | Sede                                                                | Adversario       | Gol  | Resultado | Competencia                                           |
| --- | ----------------------- | ------------------------------------------------------------------- | ---------------- | ---- | --------- | ----------------------------------------------------- |
| 1.  | 13 de marzo de 2015     | Estadio Cibao, Santiago de los Caballeros, República Dominicana     | Islas Caimán     | 2 –0 | 6-0       | Amistoso                                              |
| 2.  | 8 de septiembre de 2018 | Estadio Ergilio Hato, Willemstad, Curazao                           | Bonaire          | 4 –0 | 5-0       | Clasificación de la Liga de Naciones CONCACAF 2019-20 |
| 3.  | 12 de octubre de 2019   | Estadio Olímpico Félix Sánchez, Santo Domingo, República Dominicana | Santa Lucía      | 1 –0 | 3-0       | 2019-20 CONCACAF Liga de Naciones B                   |
| 4.  | 2 de junio de 2022      | Estadio FFB, Belmopán, Belice                                       | Belice           | 1 –0 | 2-0       | 2022-23 CONCACAF Liga de Naciones B                   |
| 5.  | 5 de junio de 2022      | Estadio Olímpico Félix Sánchez, Santo Domingo, República Dominicana | Guayana Francesa | 2 –1 | 2–3       | 2022-23 CONCACAF Liga de Naciones B                   |
| 6.  | 26 de marzo de 2024     | Estadio Monumental de Lima, Perú                                    | Perú             | 1 –0 | 1-4       | Amistoso                                              |